# Louis Vuillermoz
Pour les articles homonymes, voir Vuillermoz et Louis Vuillermoz (homonymie).
 (avril 2013).
Si vous disposez d'ouvrages ou d'articles de référence ou si vous connaissez des sites web de qualité traitant du thème abordé ici, merci de compléter l'article en donnant les références utiles à sa vérifiabilité et en les liant à la section « Notes et références ».
Louis Vuillermoz, né le 31 décembre 1923 à Paris et mort le 23 septembre 2016 à Saint-Maur-des-Fossés, est un peintre et lithographe figuratif français de la Jeune Peinture de l'École de Paris.

## Biographie
Louis Vuillermoz est le fils du lithographe Jean Vuillermoz, et l'époux de l'artiste-peintre Josette Baur.
Il étudie à l'École supérieure des arts appliqués Duperré à Paris de 1938 à 1939, puis à l'École nationale supérieure des beaux-arts de Lyon de 1939 à 1940 et enfin à l'École nationale supérieure des beaux-arts de Paris, de 1942 à 1948 dans l'atelier d'Eugène Narbonne. Il est ensuite pensionnaire à la Casa de Velázquez de Madrid de 1950 à 1951.
Dans les années 1950, Louis Vuillermoz collabore avec Jean Cocteau, Salvador Dalí et Leonor Fini, dont il interprète certaines œuvres en lithographie.
Il est sociétaire du Salon d'automne, du Salon de la Société nationale des beaux-arts dont il est membre du comité, est exposant régulier au Salon des indépendants, au Salon du dessin et de la peinture à l'eau, au Salon des peintres témoins de leur temps, au Salon terre latine et au Salon Comparaisons dans le groupe de Maurice Boitel, pendant 45 ans.
Il devient président de la Société des artistes du Val-de-Marne (Salon de Saint-Maur) et professeur de lithographie des ateliers de Saint-Maur-des-Fossés de 1970 à 1995.
Louis Vuillermoz peint des paysages du Val-de-Marne, de Bretagne et d'Espagne, ainsi qu'un grand tableau du Christ acheté par le doyen Ponthieu pour l'église de l'Immaculée Conception à Paris (12e arrondissement de Paris).
Louis Vuillermoz pratique aussi l'art de la lithographe, où il révèle un style parfois fantastique ou onirique. Il réalise lui-même ses lithographies et en contrôle entièrement les tirages.
Parmi ses amis peintres, on compte Maurice Boitel et Bernard Buffet, avec qui il appartenait à l'atelier d' Eugène Narbonne à l'École nationale supérieure des beaux-arts , Stéphane Magnard, Jean Joyet, Maurice Faustino-Lafetat, Pierre Bichet, peintre et cinéaste, Paul Girol, Roger Grellet, Jean Prahen (maître verrier), Geoffroy Dauvergne, Jean-Pierre Alaux, Mickaël Compagnion et Paul Ambille.
Louis Vuillermoz est mort en septembre 2016.

## Illustrations
- Florian Leroy, Méditerranée, lithographies originales de Louis Vuillermoz, éditions Elzevir, vers 1955.
- Univers sans limite, texte et lithographie de Louis Vuillermoz.

## Œuvres décoratives
Il réalise plusieurs décorations pour les paquebots Ville de Tunis, Lyautey (Cie Paquet), Fort Caroline (Transat), Cleveland, ainsi que celle de 22 cabines de 1re classe et de l'appartement de luxe Savoie du France.

## Salons
- Salon de la Société nationale des beaux-arts de 1987 : Océan ; La Varenne ; Le Coteau de Chenevières[3]

## Prix
- 1947 : second grand prix de Rome en peinture ;
- Vers 1954 : grand prix de la ville de Paris, section aquarelle ;
- Prix Pierre Puvis de Chavannes ;
- Grand prix national des artistes animaliers Édouard Sandoz.

## Collections publiques
- Musée de Saint-Maur ;
- Musée de Dijon[Lequel ?] ;
- Musée de la Marine à Saint-Tropez ;
- Achats[Lesquels ?] de l'État et de la ville de Paris ;
- Paris, église de l'Immaculée Conception : Christ en croix (non localisé) ;
- Décoration d'un groupe scolaire[Lequel ?] à Créteil (Val-de-Marne).

## Élèves
- Mélanie Quentin